# (400259) 2007 RR65
(400259) 2007 RR65 es un asteroide perteneciente al cinturón de asteroides, descubierto el 10 de agosto de 2007 por el equipo del Spacewatch desde el Observatorio Nacional de Kitt Peak, Arizona, Estados Unidos.

## Designación y nombre
Designado provisionalmente como 2007 RR65.

## Características orbitales
2007 RR65 está situado a una distancia media del Sol de 2,404 ua, pudiendo alejarse hasta 2,890 ua y acercarse hasta 1,919 ua. Su excentricidad es 0,201 y la inclinación orbital 0,878 grados. Emplea 1362,27 días en completar una órbita alrededor del Sol.

## Características físicas
La magnitud absoluta de 2007 RR65 es 18,4.